# Charles Isidore Douin
Charles Narcisse Isidore Douin est un botaniste français, né le 28 février 1858 à Bouville (Eure-et-Loir) et mort le 7 juin 1944 à Chartres, à son domicile, rue de Varize.

## Biographie
Fils de Jean Pierre Isidore Douin, charretier, et de Victoire Séraphine Dupré, sur les conseils de son instituteur, il entre à l'école normale et en ressort diplômé en 1877. Il devient répétiteur au collège de Dreux, puis au collège de Chartres, tout en préparant son baccalauréat ès-sciences, puis une licence en sciences naturelles. Il est ensuite nommé professeur au collège de Chartres (qui sera appelé lycée Marceau) de 1889 à 1920 et se consacre à l’étude des mousses.
Il mène des études sur les hépatiques, et particulièrement sur celles de la famille des Céphaloziellacées, famille qu'il a nommée.
Le bryologiste Fernand Camus, dans son rapport sur l'attribution du Prix de Coincy, précise la méthode de travail de Ch. I. Douin :

« Ces petites plantes, très négligées des hépaticologues en raison des difficultés de leur étude, et même de leur recherche, M. Douin les a étudiées sur place dans la région qu'il habite, le Perche, laquelle est riche en Hépatiques, et dans diverses parties de la France, Auvergne, Pyrénées, Savoie, etc., prélevant partout des échantillons qu'il ne se contentait pas d'examiner en chambre et de placer en herbier, mais les soumettant au contrôle de la culture et ce non seulement dans des milieux artificiels, mais dans la nature même, les plaçant dans des conditions variées, obtenant ainsi de nombreuses variations lui permettant de se rendre compte des raisons et aussi de la valeur de ces variations, dont la plupart sont réalisées dans l'état naturel de ces plantes, et qui ont souvent trompé les botanistes. Ces matériaux ont été complétés par les envois de nombreux correspondants, par l'examen des échantillons des herbiers publics et particuliers, par des communications des botanistes étrangers. Élargissant le cercle primitif de ses études, M. Douin a étendu son travail aux espèces de Cephaloziella du monde entier. En même temps qu'il étudiait ces Hépatiques aux points de vue systématique et biologique, M. Douin les étudiait également au point de vue anatomique, trop souvent négligé des systématiciens. Cette étude lui a révélé des faits absolument nouveaux, qui lui ont fourni une base solide pour les coupes génériques et spécifiques qu'il a faites dans le groupe. Les résultats de ces longues et patientes recherches ont dépassé toutes les prévisions.
En 1882, R. Spruce, un des grands noms de l'hépaticologie, publiant une Monographie du genre Cephalozia, créait dans ce genre le sous-genre Cephaloziella et lui assignait pour le monde entier, treize espèces. Ce sous-genre, dont les limites étaient assez peu nettes et basées sur des caractères peu constants et de valeur discutable, est devenu, grâce aux travaux de M. Douin, une famille nouvelle d'Hépatiques, aux limites aujourd'hui parfaitement précises, basée sur des caractères à la fois morphologiques et anatomiques d'une indiscutable valeur et acceptée par des hépaticologues de renom. »

Il était membre de la Société botanique de France.
Il meurt en son domicile de Chartres (Eure-et-Loir) 34, rue de Varize, le 7 juin 1944.
La Dépêche d'Eure-et-Loir du 21 juin 1944 relate ses obsèques et sa carrière :

« Le 9 juin, ont eu lieu les obsèques de M. Douin, ancien professeur du lycée Marceau. Les anciens élèves de Chartres ont, par leur présence, témoigné de la respectueuse estime qu'ils ont conservée pour leur ancien maître, pédagogue remarquable, surtout botaniste. M. Douin, sortie de l'école normale d'instituteur de Chartres entra au lycée Marceau comme professeur de la classe de 8ème en 1888 et apporta aux élèves qui lui furent confiés ses dons d'enseignement précieux. Ses démonstrations, ses exposés, ses schémas intéressaient au point que la classe n'était jamais, pour cette jeunesse remuante et bruyante, un instant redouté. Chacun savait que les efforts étaient récompensés par une plante séchée, préparée sur une feuille de papier où s'inscrivaient les noms de la plante, la famille à laquelle elle appartenait. Heureux celui qui, dans sa collection précieusement classée, pouvait y inclure ces plantes rares et très rares, témoins enviés des meilleurs devoirs et des premières places. Ainsi encouragé, l'enfant prenait goût au travail, aux sciences naturelles et subissait une influence heureuse qui, parfois, l'acheminait naturellement vers une orientation professionnelle scientifique.
Tout en enseignant, avec une conscience scrupuleuse, sans rien négliger de sa fonction éducative, M. Douin travaillait pour son avenir de botaniste. Licencié es science, il fut choisi par le professeur Bonnier pour préparer, en collaboration avec lui, une flore des mousses. Cette œuvre réalisée devint classique et lui valut une réputation élogieuse parmi les botaniste spécialisés. Malheureusement, sa vue, fatiguée par tant d'heure de travail au microscope, l'empêcha de continuer ses recherches pour la préparation d'une thèse de doctorat es science. Mais quand il put reprendre et publier ses travaux, ceux-ci furent remarqués, même à l'étranger, après qu'il fut lauréat de l'académie des sciences. Tant de valeur, tant de science eussent mérité des distinctions qui, jamais, ne lui furent accordées: rançon du silence et de la modestie.
Du moins ce remarquable pédagogue, ce savant, eut-il la satisfaction très grande de voir son fils suivre la voie qu'il lui avait tracée et parvenir doyen de la faculté des sciences de Lyon. C'est à lui que les anciens élèves de son père adressent leurs plus sincères sentiments de respectueuse sympathie. »

## Œuvres
Ouvrage :
- Nouvelle flore des mousses et des hépatiques pour la détermination facile des espèces, Paris, Paul Dupont, 1892 ; 	nouvelle édition revue et corrigée, Paris, Paul Dupont, 1896 ; réimpression, Paris, Belin, 1986.

Publications :
- Supplément aux Hépatiques d'Eure-et-Loir, dans la Revue Bryologique, t.28, 1901, p. 70-73
- Sur les Cephalozias au feuilles papilleuses et sur quelques autres hépatiques Revue Bryologique, 1903, t.30, p. 2-10
- Adelanthus Dugortiensis Douin et H.-W. Lett. sp. nov. dans la Revue Bryologique, t.31, 1904 p. 53-54
- Les Anthoceros du Perche, dans la Revue Bryologique t.32, 1905, p. 25-33
- Les Cephalozia du bois de Dangeau, dans le Bulletin de la Société Botanique de France, t.52, fasc.5, 1905, p. 244-264 (avec 1 pl.)
- Les deux espèces du genre Dichiton, dans le Bulletin de la Société Botanique de France, t.53, 1906, p. 461-479
- Muscinées d'Eure-et-Loir dans les Mémoires de la Société des Sciences Naturelles et Mathématiques de Cherbourg, t.35, 1906, p. 301-305
- Lophocolea minor Nees, dans la Revue Bryologique t.34, 1907, p. 14-23
- Autour du Sancy, dans la Revue Bryologique, t.35, 1908, p. 131-137
- Protonéma et propagules chez les hépatiques, dans la Revue de Bryologie, 1910, p. 75
- Cephaloziella obtusa P. Culmann sp. nov., dans la Revue Bryologique, t.40, 1913, p. 65-71
- L'inflorescence des Céphaloziellacées, dans la Revue Bryologique, t.40, 1913, p. 81-87
- Le sporogone des Céphaloziellacées, dans la Revue Générale de Botanique, t.25, 1914, p. 179-195
- Les mélanges d’espèces chez les Céphaloziellacées; dans la Revue Bryologique, t.41, 1914, p. 1-8
- Les propagules des Céphaloziellacées et de quelques autres Hépatiques, dans le Bulletin de la Société Botanique de France, t.60, 1914, p. 477-495
- Recherche des Cephaloziella, dans la Revue Bryologique, t.41, 1914, p. 83-84
- Les variations du gamètophyte chez les Céphaloziellacées, dans la Revue Générale de Botanique, t.28, 1916, p. 257-288
- Le Reboulia Raddi, avec Robert Douin, dans la Revue Générale de Botanique, t.30, 1918, p. 129-145
- Deux hépatiques peu connues, avec Louis Charles Trabut, dans la Revue Générale de Botanique, t.31, 1919, p. 321-328
- La Famille des Céphaloziellacées, dans le Bulletin de la Société Botanique de France, 1920, mémoire 29, 90 p.
- Remarques critiques sur quelques Céphaloziellacées, dans le Bulletin de la Société Botanique de France, t.74, 1927, p. 712-725
- Remarques critiques sur quelques Céphaloziellacées (suite), dans le Bulletin de la Société Botanique de France, t.77, 1930, p. 196-201

## Hommages
- Il reçut le Prix Jean Thore décerné par l'Institut de France en 1915, et le Prix de Coincy en 1920, par la Société Botanique de France[Note 1].
- Depuis 1983, une rue de Chartres porte son nom.